# André Vercruysse
André Jean Albert Vercruysse (* 5. Februar 1895 in Burcht; † 27. Juli 1968 in Brüssel) war ein belgischer Radrennfahrer.

## Sportliche Laufbahn
Vercruysse war im Straßenradsport aktiv. Er hatte seinen größten sportlichen Erfolg bei den Olympischen Sommerspielen 1920 in Antwerpen, als er mit dem belgischen Team mit Albert De Bunné, Jean Janssens und Albert Wyckmans die Bronzemedaille in der Mannschaftswertung gewann. Im olympischen Einzelzeitfahren belegte er beim Sieg von Harry Stenquist den 15. Rang.